# Roy Barreras
Roy Leonardo Barreras Montealegre (Cali, 27 de noviembre de 1963) es un médico, político, profesor y escritor colombiano. 
También ha ejercido como profesor de antropología médica. Ha sido representante a la cámara y senador, presidente del senado, miembro de la delegación del Gobierno en la mesa de negociación con las Fuerzas Armadas Revolucionarias de Colombia - Ejército del Pueblo (FARC-EP) en Cuba y embajador en Reino Unido. 
Barreras inició su vida política en las juventudes galanistas del Nuevo Liberalismo, movimiento disidente del Partido Liberal. En el año 2000 lanzó su candidatura a la gobernación del Valle del Cauca con el aval del recién creado Partido Cambio Radical. En 2006 llegó a la cámara de representantes con el aval de dicho partido en el cual militó hasta el 2009 cuando fue expulsado; el mismo año se unió al Partido de la U donde llegó a ser codirector y senador; allí militó hasta 2012 cuando también fue expulsado. Desde 2021 se vinculó a la coalición política conocida como Pacto Histórico donde respaldó la candidatura que llevó a la presidencia a Gustavo Petro, y donde fue uno de los coordinadores de la creación de la lista cerrada que obtuvo la mayor votación en las elecciones legislativas de 2022, y donde resultó electo senador para el periodo 2022-2026.
Desde el 20 de julio de 2022 hasta el 4 de mayo de 2023, ejerció como presidente del Senado de la República de Colombia y, por consiguiente, del Congreso. El 4 de mayo de 2023 el Consejo de Estado decretó la nulidad de su elección como congresista por doble militancia.
En agosto de 2023 fue nombrado embajador de Colombia ante el Reino Unido. El 29 de abril de 2025 presentó su renuncia irrevocable al cargo, según confirmó el propio Barreras, con el fin de aspirar a la presidencia en 2026.

## Primeros años
Sus abuelos llegaron a Colombia desde España durante la guerra civil española. Su padre, George Barreras, siguió la carrera de medicina; Su madre, Nelly Montealegre, es hija de víctimas de desplazamiento forzado: quedó huérfana a los 9 años y se trasladó a Bogotá donde sobrevivió con ayuda de parientes. Su abuelo, de arraigo liberal, había sido asesinado en el año 1949 en la vereda de El Palo, del municipio de Caloto departamento del Cauca.
En Bogotá vivió en el barrio popular Las Cruces y tuvo trabajos varios, entre ellos el de panadero y el de taxista. Barreras es padre de 5 hijos.

## Estudios e inicios como médico
Cursó estudios de Medicina y Cirugía en la Universidad Nacional de Colombia (1987). Realizó estudios de postgrado en Sociología y Administración en la Universidad del Valle (1992-1993). Estudió Derecho Público en la Universidad del Externado (2007-2008); Derecho Internacional de los Derechos Humanos en la Universidad Alfonso X el Sabio de Madrid y actualmente cursa una Maestría en Derecho en la Universidad del Rosario y en Literatura Hispanoamericana en la Universidad de Barcelona.
Durante sus años de estudiante universitario en Bogotá y con el fin de costear sus estudios, trabajó como taxista, enfermero y panadero, entre otros oficios.
Como médico, se dedicó por cerca de 19 años al manejo del dolor agudo y crónico en servicios de urgencias y en práctica privada junto a su padre [cita requerida], quien fuera jefe de anestesia y cirugía del Instituto de Seguros Sociales y del Hospital San Juan de Dios.
Fue socorrista en la Cruz Roja y como tal participó de uno de los primeros equipos de voluntarios en prestar rescate y atención en la tragedia de Armero [cita requerida] y años después, en el terremoto de Armenia entre otros desastres naturales.[cita requerida]

## Actividad política

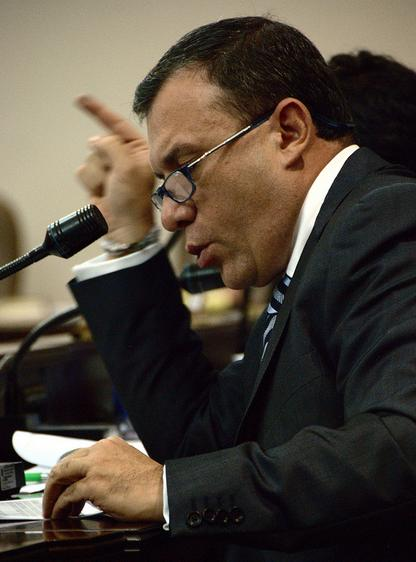
Roy Barreras interviniendo en el Congreso de Colombia en 2010.

Su ideología liberal lo llevó a iniciar actividad política en las juventudes galanistas, mientras ejercía su profesión de médico y se desempeñaba como catedrático e investigador universitario en Antropología Médica en Cali.[cita requerida]
En el 2006 fue elegido Representante a la Cámara por el Valle del Cauca por el Partido Cambio Radical e hizo parte de la Comisión Tercera de Asuntos Económicos y de la Comisión Primera de Cámara.
Para 2009, tras su expulsión del Partido Cambio Radical, ingresó al Partido Social de Unidad Nacional (Partido de la U) como Coordinador Nacional de Integración del Nuevo Partido.
En 2010 fue elegido Senador de la República por el Partido de Unidad Nacional (Partido de la U). Fue integrante de la Comisión Primera de Asuntos Constitucionales y de la Comisión Segunda de Asuntos Internacionales.

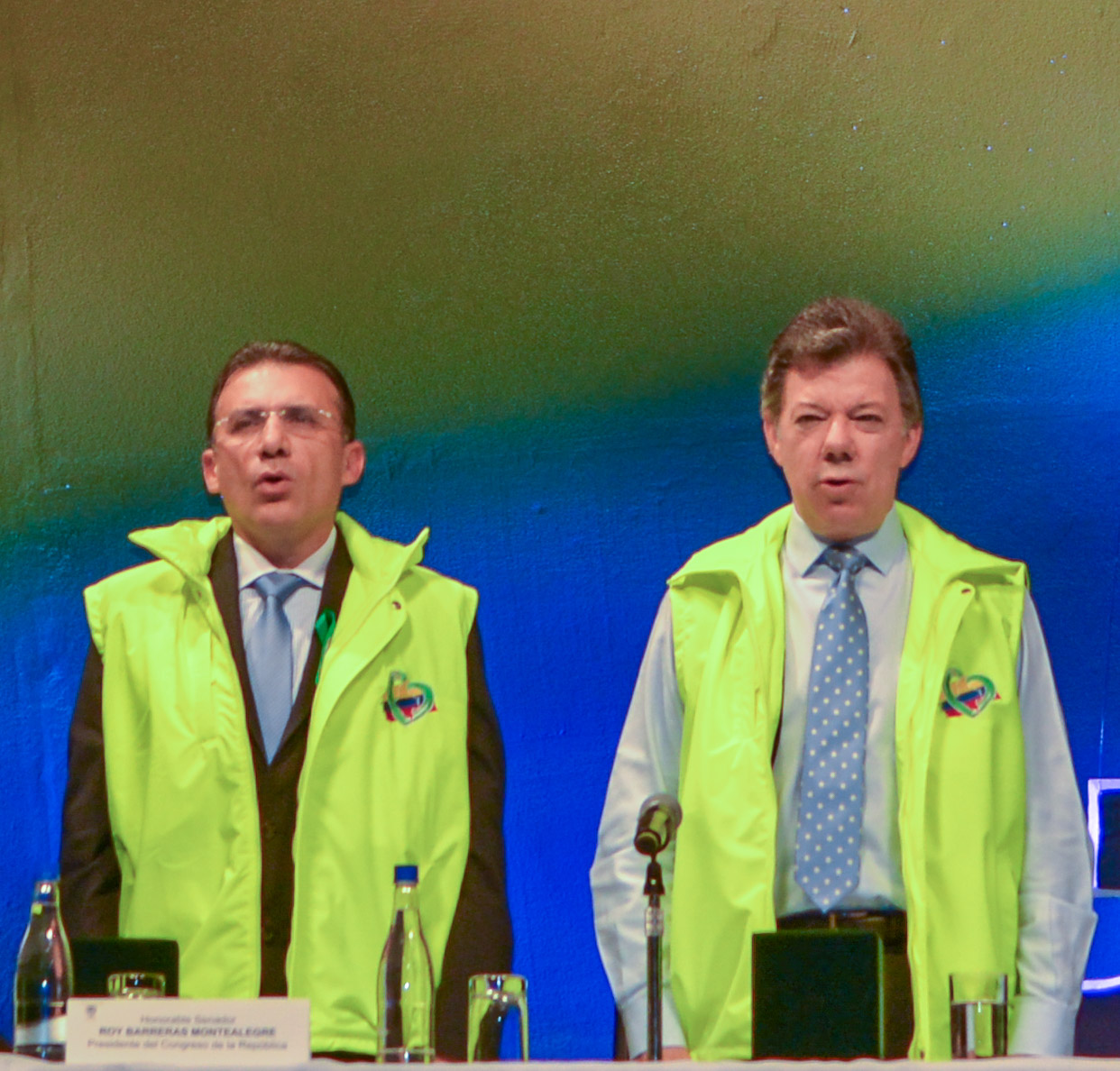
Roy Barreras junto a Juan Manuel Santos en 2012

Es Presidente de la Comisión de Paz del Senado desde 2011. El 20 de julio de 2012 fue elegido Presidente del Senado de la República de Colombia para el período julio de 2012 - julio de 2013. Fue reelegido Senador de la República para el período 2014-2018. En el mes de noviembre de 2014 fue nombrado Presidente del Partido de la U, cargo que ocupó hasta junio de 2016. Fue codirector del Partido de la U hasta 2020.
Hace parte de la Bancada de Parlamentarios del Valle del Cauca y de la Bancada Alianza Pacífico. Hizo parte de la Comisión Accidental de Seguridad Vial e integró varias Comisiones Interparlamentarias como Vicepresidente del Parlamento Latinoamericano,[cita requerida] es miembro de la Comisión Mundial de Desarme.
Hizo parte de la delegación del gobierno colombiano en los diálogos de paz con las Fuerzas Armadas Revolucionarias de Colombia - Ejército del Pueblo (FARC-EP) en Cuba durante el gobierno de Juan Manuel Santos.

## Escritor
Es columnista invitado de El Tiempo, El Espectador y El País. Publicó los ensayos “La hora de la autonomía” en el año 2000 y “En qué Creemos” en 2014; los libros de poemas “Que la paz sea contigo” en 2013 y “La Fogata sin tiempo” en 2015. En 2008 publicó la novela “Polvo eres y en polvo te convertirás” y en 2016 el libro “La Paz: dos versiones enfrentadas”, manual que recoge todos los argumentos en favor y en contra del proceso de paz de La Habana.
En 2017 presenta en colaboración con Ángel Beccassino "Roy, de abajo hacia arriba" publicado por Editorial Planeta.

## Pacto Histórico

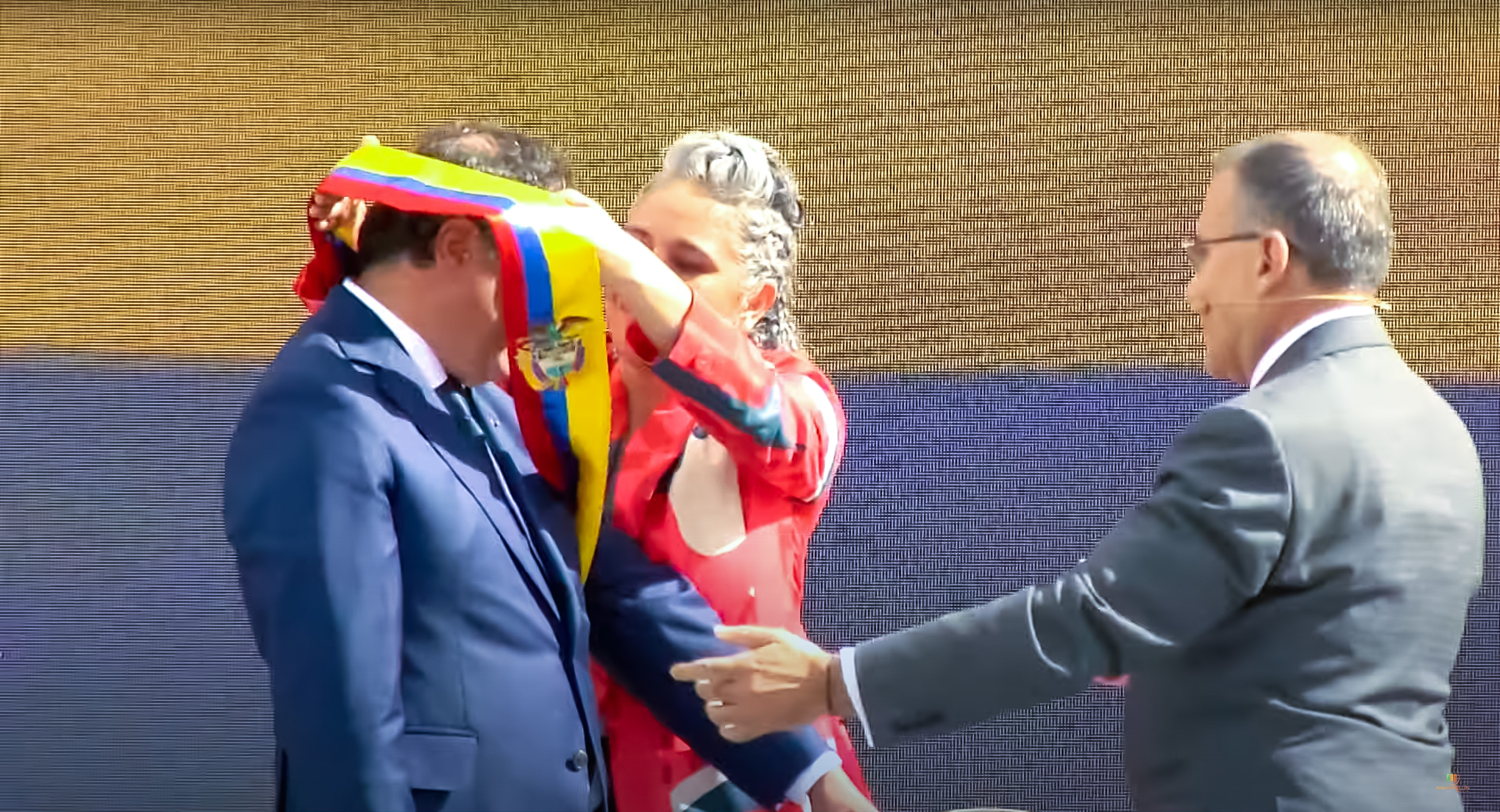
Barreras presidiendo la Investidura presidencial de Gustavo Petro

Barreras fue precandidato presidencial en la coalición conocida como Pacto Histórico que llevó a la presidencia a Gustavo Petro. Fue uno de los alfiles de la campaña presidencial y en videos filtrados de reuniones privadas de campañas se dio a entender que conocía de las visitas de miembros de la campaña a presos condenados por narcotráfico y donde advertía que esto podría causar cuestionamientos a la campaña.
Tras participar en la consulta presidencial interna de la coalición, se encargó de armar las listas al senado de la misma y fue elegido como senador en dicha lista que logró la mayor votación nacional. Posteriormente fue electo como presidente del senado, allí le fue reconocida su capacidad para lograr manejar las sesiones del congreso y lograr la aprobación de varios proyectos como lo fue la reforma tributaria. Su mandato término anticipadamente el 4 de mayo de 2023 luego que el Consejo de Estado lo destituyó mediante un fallo de última instancia al comprobar, según el tribunal, su doble militancia en diferentes partidos políticos previo al periodo de 12 meses para inscribirse en las siguientes elecciones del congreso. Tras estos hechos fue nombrado embajador en Londres.
Investigaciones de algunos medios periodísticos cuestionaron que tres familiares de Barreras fueron elegidos para cargos de alto nivel en el gobierno resaltando su influencia burocrática.
En 2025 se conocieron denuncias del exministro de Comercio y exdirector de la DIAN, Luis Carlos Reyes quien acusó a Barreras de pedir puestos burocráticos y amenazarlo de manera velada si no lo hacía. Barreras negó dichas afirmaciones y emprendió acciones legales contra Reyes.

## Controversias judiciales

### Denuncias por presunto clientelismo en la ESAP
En agosto de 2019, Pedro Medellín, entonces director de la Escuela Superior de Administración Pública (ESAP), denunció ante la Fiscalía supuestas prácticas de clientelismo entre 2016 y 2018, incluyendo contratos por más de 1,2 billones de pesos a través de convenios interadministrativos.
Medellín sostuvo que Barreras “estaba en la ESAP” y que existía una estructura política con coordinadores que operaban incluso desde el Hotel Tryp, cerca del búnker de la Fiscalía.
Barreras negó las acusaciones y no se han presentado condenas judiciales en su contra.[cita requerida]

### Coosalud y el sector salud
En octubre y noviembre de 2024, varios medios de comunicación y figuras del sector salud vincularon públicamente a Roy Barreras con una presunta red de corrupción asociada a la EPS Coosalud, intervenida por el Gobierno Nacional. Las acusaciones sostenían que Barreras habría utilizado su influencia política para favorecer a contratistas afines mediante procesos de tercerización de servicios médicos. En particular, se mencionaba su supuesta cercanía con el médico y empresario Mario Andrés Urán, quien habría participado en la creación de empresas proveedoras que recibieron pagos por servicios no prestados o inflados, desviando recursos públicos del sistema de salud.
Según los denunciantes, Barreras habría facilitado o promovido la adjudicación de contratos a estas empresas mientras ejercía poder político relevante en el Congreso. Su nombre fue mencionado en varias entrevistas y columnas de opinión, en las que se afirmaba que existía una relación política y financiera entre el entonces senador y algunos de los operadores involucrados.
El escándalo se dio en medio de una investigación mayor contra Coosalud por presuntos desvíos de más de 226.000 millones de pesos hacia una empresa offshore en las Islas Caimán, lo que motivó una intervención administrativa por parte del Gobierno. Las autoridades detectaron una red de contratación que operaba mediante empresas fachada y triangulación financiera para sustraer fondos públicos asignados a la atención en salud.
En respuesta, en noviembre de 2024, Barreras presentó una denuncia penal por injuria y calumnia, alegando que las acusaciones eran falsas y hacían parte de una campaña de desprestigio en su contra. Negó tener vínculos laborales o contractuales con Mario Andrés Urán, así como cualquier participación directa o indirecta en los contratos bajo investigación. En sus declaraciones públicas afirmó que su nombre estaba siendo utilizado con fines políticos, sin sustento probatorio, y exigió rectificaciones por parte de quienes lo habían implicado en el caso.

### Señalamientos de Luis Carlos Reyes
En marzo de 2025, la Corte Suprema de Justicia abrió una investigación formal contra Roy Barreras, entonces embajador en Reino Unido, por presunto tráfico de influencias relacionado con recomendaciones de nombramientos en la DIAN. La indagación surgió a raíz de la denuncia del exdirector Luis Carlos Reyes, quien aseguró que Barreras entregó hojas de vida halladas en la vivienda del contrabandista alias “Papá Pitufo” y habría presionado para que fueran nombrados funcionarios en las aduanas de Cali y Buenaventura.
La magistrada Cristina Lombana citó a Barreras a rendir versión libre el 6 de mayo de 2025. Según Reyes, Barreras habría dicho: “imagínate lo feo que sería que a Messi le rompieran las piernas”, comparando al entonces director de la DIAN con el futbolista argentino, si no cumplía la recomendación.
Barreras negó las acusaciones, calificó a Reyes de “mentiroso” y anunció acciones legales.